# Liastua
Liastua er et serveringssted og klubhus i Gjelleråsmarka i Stovner i Oslo. Liastua blev bygget i 1953 og ejes af Høybråten og Stovner Idrettslag. Tæt på stuen ligger Liabakken, eller Lia Skisenter, som er tilpasset yngre udøvere.
Liastua, som ligger på 235 meter over havet, drives af klubbens seniorer, som kalder sig Seniorgutta. Liastua er åben for servering af mad stort set hver søndag året rundt udenom sommerferien.

## Historie
Høibråten idrettsforening etablerede skihopbakker i området i 1928. Tre bakker på 20, 30 og 50 meter blev bygget. Skihytten blev bygget på dugnad fra 1936 til 1940, med en badstue. Badstuen blev brugt som samlingssted under 2. verdenskrig for blandt andet Milorg.
Da den nye Liastua stod færdigbygget 22. november 1953, var det under et år siden den gamle skistue brændte ned. Også badstuen brændte ned. I 1989-1990 blev der lavet en ny hytte i tilknytning til den gamle.
Skihopbakkerne er med tiden forfaldt som de fleste af de gamle bakker i Groruddalen.